# Walther Collection

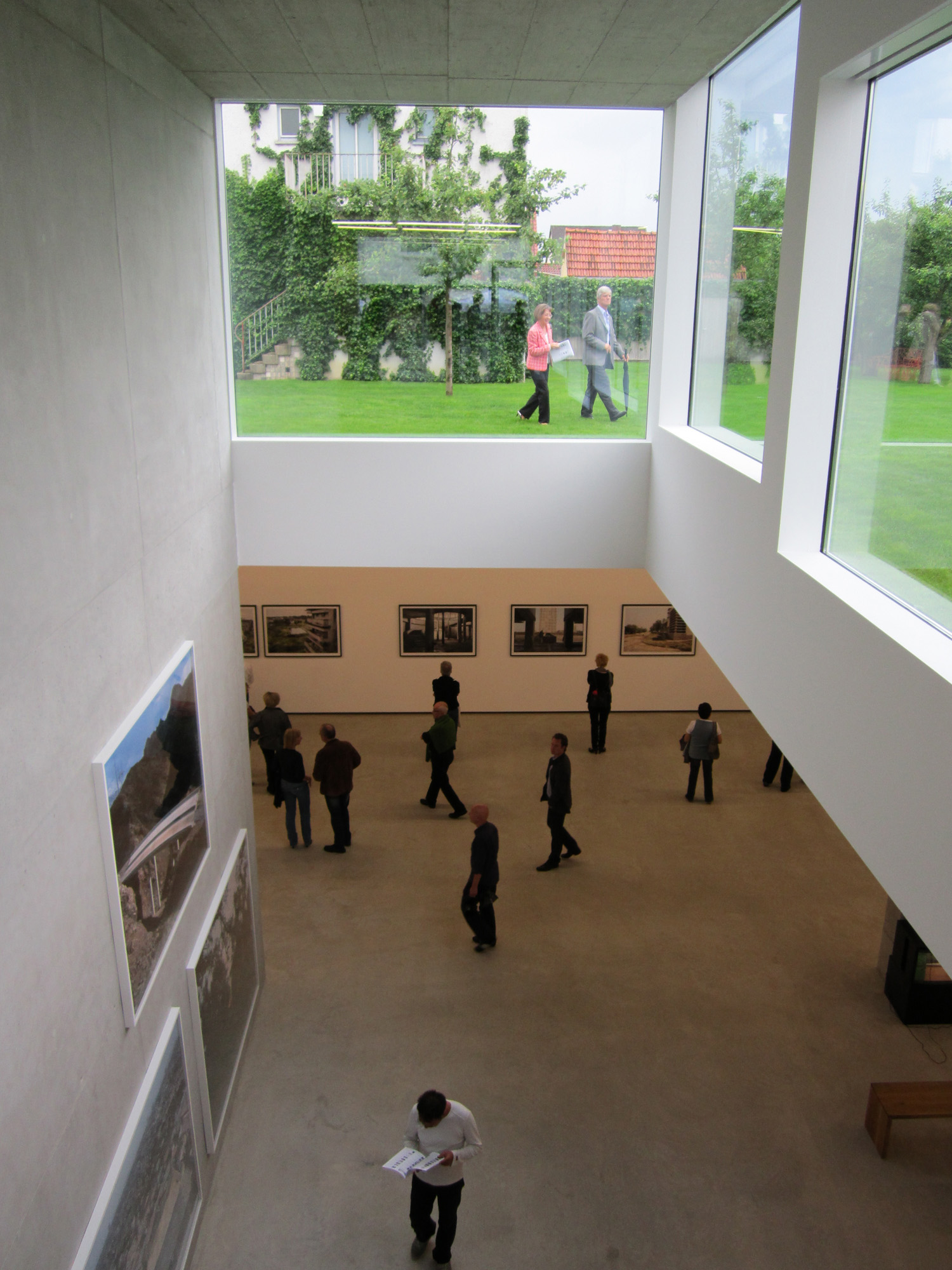
Walther Collection. Interior en Neu-Ulm, Alemania

La Walther Collection es una organización sin fines de lucro dedicada a la investigación, la recolección, la exhibición y publicación de la fotografía  moderna y contemporánea y el video arte. La Colección cuenta con dos espacios de exposición: la Walther Colection en Neu-Ulm/Burlafingen, en Alemania, y el Espacio de Proyectos de la Walther Colection en Nueva York.

## Antecedentes y arquitectura
Establecida por el coleccionista de arte alemán-americano Artur Walther, la Colección Walther se inauguró en junio de 2010 en Neu-Ulm / Burlafingen, Alemania. El Walther Collection Project Space se inauguró en Nueva York en abril de 2011. La Colección Walther incorpora trabajos de distintas regiones, períodos y sensibilidades artísticas, dando especial atención a los artistas y fotógrafos que trabajan en Asia y África.
La sede de la exposición principal de la Colección Walther es un complejo museístico de cuatro edificios en Neu Ulm / Burlafingen, Alemania. Los edificios principales, White Box, Green House y Black House, brindan espacio de galería para el programa anual de exposiciones. Un cuarto edificio en el campus tiene capacidad para oficinas administrativas y una biblioteca. Diseñado por la firma de arquitectos basada en Ulm, Braunger Wörtz, el White Box es una estructura minimalista de tres pisos llena de luz que alberga las galerías principales de la Colección Walther, y alberga exhibiciones temáticas y proyectos encargados. The Green House, una antigua casa residencial, se utiliza para trabajos de pequeño formato. The Black House, una estructura estilo bungalow, se usa para la presentación de fotografías en serie y de estilo conceptual.

## Exposiciones
La exposición inaugural de la Walther Colection, Eventos del Self: el Retrato y la Identidad Social, fue inaugurada en junio de 2010. Bajo la curaduría y dirección de Okwui Enwezor, la exposición integraba el trabajo de tres generaciones de artistas y fotógrafos africanos con selecciones de la moderna y contemporánea fotografía alemana. Los eventos del Self cuenta con obras de Sammy Baloji, Yto Barrada, Bernd y Hilla Becher, Candice Breitz, Allan deSouza, Rotimi Fani-Kayode, Samuel Fosso, David Goldblatt, Romuald Hazoumé, Pieter Hugo, Seydou Keïta, Santu Mofokeng, Zwelethu Mthethwa, Zanele Muholi, Ingrid Mwangi, Jo Ratcliffe, August Sander, Berni Searle, Malick Sidibé, Mikhael Subotzky, y Guy Tillim. Chris Dercon, director de la Tate Modern, eligió a los Eventos del Self como una de las 10 mejores exposiciones de 2010 para la Revista Artforum. Las obras más destacadas de los Eventos del Self se presentaron en Paris Photo 2011.
La segunda exposición anual de la Colección Walther, Paisajes Apropiados, se inauguró el 16 de junio de 2011. Curada por Corinne Diserens, reunió fotografía y videos para explorar los efectos de la guerra, la migración, la energía, la arquitectura y la memoria en los paisajes del sur de África, con obras de Mitch Epstein, David Goldblatt, Zanele Muholi, Jo Ratcliffe, Penny Siopis , Patrick Waterhouse, Mikhael Subotzky y Guy Tillim.
La tercera exposición de la investigación de la Walther Collection sobre fotografía africana, Distancia y deseo: Encuentros con el Archivo africano, se inauguró el 8 de junio de 2013. Distance and Desire, comisariada por Tamar Garb, fue la primera gran exposición dedicada al diálogo. entre las visiones etnográficas de la fotografía africana de finales del siglo XIX y principios del siglo XX y el archivo de artistas africanos contemporáneos. La exposición incluyó retratos, estudios de figuras, cartes de visite, tarjetas postales, libros y páginas de álbumes del sur y este de África, con imágenes realizadas entre los años 1860 y 1940 por A. M. Duggan-Cronin y numerosos fotógrafos no identificados y desconocidos. Las obras históricas se presentaron junto con proyectos de fotografía, video y archivo de artistas contemporáneos como Carrie Mae Weems, Santu Mofokeng, Sue Williamson, Sammy Baloji, Guy Tillim, David Goldblatt, Zwelethu Mthethwa, Zanele Muholi y Jo Ratcliffe. Distance and Desire fue la culminación de la serie de tres partes en 2011-2012 en el Walther Collection Project Space y el simposio internacional Encounters with the African Archive, que tuvo lugar en noviembre de 2012 en la Universidad de Nueva York.
En mayo de 2015, La Walther Colección abrió El Orden de las Cosas: la Fotografía de la Walther Colection. La exposición, organizada por Brian Wallis, analizó cómo las herramientas formales de clasificación, en particular, los archivos, las tipologías, y series basadas en el tiempo, han abierto desafíos críticos para las convenciones del realismo fotográfico. (Una versión anterior fue presentada en Les Rencontres d'Arles en Arlés, Francia, a partir de julio–septiembre de 2014.) El Orden de las Cosas, incluía las fotografías y las instalaciones de Karl Blossfeldt, Bernd y Hilla Becher, J. D. 'Okhai Ojeikere, August Sander, Richard Avedon, Stephen Shore, Samuel Fosso, Guy Tillim, Zanele Muholi, Ai Weiwei, Zhang Huan, Song Dong, Thomas Ruff, Thomas Struth, Ed Ruscha, Dieter Appelt, Eadweard Muybridge, Kohei Yoshiyuki, y Nobuyoshi Araki.

## Espacio de Proyectos de Nueva York
El espacio se abrió al público el 15 de abril de 2011 con una exposición de Jo Ratcliffe de impresiones en platino de la serie Como Tierras del Fin del Mundo.
La Walther Colección presentó la serie de exposiciones de tres partes La Distancia y el Deseo: Encuentros con el Archivo Africano en el Espacio de Proyectos de Nueva York de septiembre de 2012 a mayo de 2013.